# Центр фруктів та овочів (Ерак)
Центр фруктів та овочів (перс. مركز ميوه وتره بار) — село в Ірані, у дегестані Машгад-е Мікан, в Центральному бахші, шахрестані Ерак остану Марказі. За даними перепису 2006 року, його населення становило 51 особу, що проживали у складі 31 сім'ї.